# Česneg
Česneg ((mađ. Csesznek),,) selo u Mađarskoj. Srednjovekovno česneški kaštel jedan je od najstarijih dvoraca u Mađarskoj. Dvorac je podignut u 13. veku. Grad je od 1263. godine u vlasništvu Česnegića, poslije Gorjanskih i Esterhazia.
- županija = Vesprem (Veszprém megye)
- broj stanovnika = 588
- poštanski broj = 8419
- gradonačelnica = Éva Renáta Triebl Stanka
- koordinate=47.35537° 17.88145°

## Spoljašnje veze
- Službena stranica